# Larry Bunce
Lawrence Melvin Bunce, detto Larry (Tacoma, 29 luglio 1945), è un ex cestista statunitense, professionista nella ABA.

## Carriera
Venne selezionato dai Seattle SuperSonics al quarto giro del Draft NBA 1967 (43ª scelta assoluta).

## Palmarès
- ABA All-Star (1968)